# Ernest Peterlin
Ernest Peterlin (ur. 11 stycznia 1903 w Lublanie, zm. 20 marca 1946 tamże) – jugosłowiański wojskowy (podpułkownik), przywódca słoweńskich czetników w okresie II wojny światowej, konspiracyjny dowódca Ochotniczej Milicji Antykomunistycznej.

## Życiorys
W okresie międzywojennym służył w armii jugosłowiańskiej, dochodząc do stopnia podpułkownika. Podczas ataku wojsk niemieckich na Jugosławię w kwietniu 1941 r., sprawował funkcję szefa sztabu 15 Dywizji Piechoty „Zetska”.
Po zajęciu kraju przez wojska Osi wstąpił do kolaboracyjnej promonarchistycznej milicji, działającej w okupowanej przez wojska włoskie Słowenii. W marcu 1942 r. wraz z większością oficerów został jednak aresztowany przez Włochów, po czym osadzony w obozie jenieckim. Jesienią tego roku, po porozumieniu się włoskich władz okupacyjnych z biskupem Grigorijem Rožmanem, wyszedł na wolność, stając na czele nowo tworzonego w okupowanej Ljubljanie oddziału Antykomunistycznej Milicji Ochotniczej (MVAC). Wiosną 1943 r. został w tajemnicy dowódcą całości sił MVAC. Po ogłoszeniu rozejmu przez Włochy we wrześniu 1943 r. i zajęciu Słowenii przez wojska niemieckie, wstąpił do Słoweńskiej Domobrany pod dowództwem gen. Leona Rupnika. Reprezentował frakcję dążącą do porozumienia z aliantami zachodnimi. Pod koniec 1943 r. objął funkcję szefa sztabu kwatery głównej, zaś od lutego 1944 r. odpowiadał za szkolenie.
W grudniu tego roku wraz z grupą wiernych mu oficerów został aresztowany przez Niemców i osadzony w obozie koncentracyjnym Dachau. Po zakończeniu wojny Sowieci odesłali go do Jugosławii, gdzie nowe władze komunistyczne aresztowały go. Po procesie w Ljubljanie został pod koniec grudnia 1945 r. skazany na karę śmierci.